# Elvira de Lleó (reina de Sicília)
Elvira de Lleó (?, setembre de 1103–Palerm, 6 de febrer de 1135) va ser una infanta de Lleó, reina consort de Sicília.
Va néixer el setembre de 1103, tot i que no consta en la documentació fins al 19 de març de 1106. Va ser filla legítima d'Alfons VI de Lleó i de la seva segona esposa, Isabel. Aquesta consort es creu que és la mateixa que Zaida, la princesa musulmana amant del monarca abans de casar-se amb ell. Va ser criada a Toledo, en aquell moment una ciutat on convivien diverses religions, pel que es creu que viure acostumada a la convivència de cristians i musulmans, com succeïa a Sicília, on va acabar regnant.
Va ser casada amb el comte Roger II de Sicília el 1117 o el 1118, mentre que Salazar afirma que el casament es va celebrar el 16 d'abril de 1120. Es va convertir en reina el 1130, quan el comte es va fer coronar rei.
Atès que Sicília tenia una població musulmana considerable, l'estratègia de Roger era imitar la política religiosa del seu sogre. Segons Birk, el fet probable que Elvira fos descendent de governants musulmans andalusins exemplifica un patró d'associació cultural entre les reines de Sicília i el món islàmic. És possible que la reina influís en el conreu de l'art islàmic durant el regnat de Roger II.
No hi ha gaire informació sobre l'actuació de la reina a Sicília, no consta que tingués activitat en la política o com a mecenes de l'Església, i només es recordada com a mare dels sis fills de Roger. El matrimoni va tenir cinc fills i dues filles:
- Roger (1118-1148). Duc de la Pulla.
- Tancred (1119-1138). Príncep de Bari.
- Alfons (1120/21-1144). Príncep de Càpua i duc de Nàpols.
- Adelisa (ca. 1126-ca. 1184). Comtessa de Florència.
- Una nena morta en la infància.
- Guillem (1131-1166). Duc de la Pulla i rei de Sicília.
- Enric (1135-1145).

El 1135 tant Elvira com Roger van contraure una malaltia greu i contagiosa. A diferència del seu marit, Elvira va morir a causa de la malaltia el 6 de febrer d'aquell any. Va ser enterrada a la capella reial de Santa Magdalena de Palerm. Roger va romandre catorze anys vidu, i només va casar-se de nou quan havien mort quatre dels seus cinc fills.